# 陳穩
陈稳（1995年12月14日—），原名陳杰，中国男演员，出生于中国重慶市，目前就读于上海视觉艺术学院。2015年11月30日，《上瘾》网络剧开机发布会在北京举行。陈稳与《上瘾》网络剧的其他三位主演黃景瑜、许魏洲、林枫松一起出席开机发布会。同年12月，陈稳出演《上瘾》网络剧，在剧中饰演杨猛一角。

## 影視作品

### 網路劇
| 年份   | 劇名             | 角色   | 性質 |
| ------ | ---------------- | ------ | ---- |
| 2016年 | 上瘾 第一季      | 杨猛   | 主演 |
| 2016年 | 报告老板 第二季  | 吴邪   | 客串 |
| 2022年 | 开学吧，博仁少年 | 元志明 |      |
| 2024年 | 一起長大的約定   | 趙睿   |      |

## 外部連結
- 陳穩的新浪微博
- 陳穩的Instagram帳戶